# Comuna Ivankiv, Borșciv
Ivankiv (în ucraineană Іванків) este o comună în raionul Borșciv, regiunea Ternopil, Ucraina, formată din satele Berejanka, Huștînka, Ivankiv (reședința) și Triițea.

## Demografie
Componența lingvistică a comunei Ivankiv
     Ucraineană (99,67%)
     Alte limbi (0,33%)
Conform recensământului din 2001, majoritatea populației comunei Ivankiv era vorbitoare de ucraineană (99,67%), existând în minoritate și vorbitori de alte limbi.